# The Addams Family (Motion Picture Soundtrack)
| Recensione     | Giudizio |
| -------------- | -------- |
| AllMusic       | [ 1 ]    |
| Soundtrack.net | [ 2 ]    |

The Addams Family (Motion Picture Soundtrack) è un album in studio del compositore statunitense Marc Shaiman, pubblicato il 25 novembre 1991. L'album contiene la colonna sonora del film La famiglia Addams (The Addams Family, 1991).

## Descrizione
La colonna sonora del film è costituita dalle musiche originali composte da Marc Shaiman, che in alcuni brani (Deck The Halls/Main Title, The Rescue e Finale), ha riarrangiato l'originale The Addams Family Theme composto da Vic Mizzy per la serie televisiva degli anni sessanta. La colonna sonora è stata pubblicata nell'album The Addams Family (Motion Picture Soundtrack) dall'etichetta discografica Capitol Records nel 1991 in formato LP, CD e musicassetta.
Il brano Mamushka, che nel film si vorrebbe derivare da un'antica danza cosacca e sottolinea il sentimento di amore fraterno che intercorre tra Gomez e Fester, è stato composto dai compositori di musical broadwayani Betty Comden e Adolph Green, già autori dei musical Singin' in the Rain, adattamento dell'omonimo film del 1952, e On The Town.
Per i titoli di coda del film il rapper statunitense MC Hammer ha composto il brano Addams Groove assieme a Felton C. Pilate II, che nel 1991 è stato pubblicato in un singolo, anch'esso su etichetta Capitol Records, in formato CD, 12", 7", musicassetta e in una VHS contenente il videoclip. La canzone non è stata inclusa nell'album contenente la colonna sonora. Con Addams Groove MC Hammer si è aggiudicato, sempre nello stesso 1991, il Razzie Awards quale peggior canzone originale.

## Tracce
1. Marc Shaiman – Deck The Halls/Main Title – 2:19 (musica: Marc Shaiman, Vic Mizzy)
2. Marc Shaiman – Morning – 2:54 (musica: Marc Shaiman)
3. Marc Shaiman – Seances And Swordfights – 1:38 (musica: Marc Shaiman)
4. The Kipper Kids – Playmates – 0:25 (musica: Saxie Dowell)
5. Marc Shaiman – Family Plotz – 3:54 (musica: Marc Shaiman)
6. Marc Shaiman – The Mooche – 3:31 (musica: Duke Ellington, Irving Mills)
7. Marc Shaiman – Evening – 3:12 (musica: Marc Shaiman)
8. Marc Shaiman – A Party ... For Me? – 5:21 (musica: Marc Shaiman)
9. Raul Julia e Christopher Lloyd – Mamushka – 3:30 (Adolph Green, Betty Comden, Marc Shaiman, Charles Tobias, Eddie Cantor, Murray Mencher)
10. Marc Shaiman – Things Gets Work – 0:56 (musica: Marc Shaiman)
11. Marc Shaiman – Fester Exposed – 2:05 (musica: Marc Shaiman)
12. Marc Shaiman – The Rescue – 8:04 (musica: Marc Shaiman, Vic Mizzy)
13. Marc Shaiman – Finale – 2:59 (musica: Marc Shaiman, Vic Mizzy)

Durata totale: 40:48

## Crediti
- Raul Julia - voce
- Christopher Lloyd - voce
- Marc Shaiman - produzione discografica
- Hummie Mann - produzione discografica, arrangiamenti